# Krizový scénář
Krizový scénář (v anglickém originále Worst Case Scenario) je v pořadí dvacátá pátá epizoda třetí řady seriálu Star Trek: Vesmírná loď Voyager. V USA byla poprvé odvysílána 14. května 1997, v Česku měla premiéru 17. prosince 1998.

## Příběh
V tomto díle jde o Tuvokův holoprogram pro vycvičení bezpečnostních důstojníků, kteří se tak mají připravit na spor makistů s důstojníky Hvězdné flotily.
Program najde B'Elanna Torresová při čištění paměti simulátoru a postupně se rozšiřuje jako zábava mezi posádkou. Nikdo zatím netuší, kdo je autorem programu. Tom Paris jako první zjistí, že daný program nemá konec a po zásahu kapitána Janewayové se všichni dozvědí, kdo a proč jej napsal. Jsou vyvíjeny tlaky na jeho dokončení, této pocty se s pomocí Tuvoka ujme Tom Paris. Každý jim chce poradit, ale oni o to moc nestojí.
Při spuštění parametrů programu je spuštěn tajný program Sesky, cardassijské makistky, která je už přes rok mrtvá a které se nelíbil Tuvokův pokus. Její program zablokuje transportéry a vstup do simulátoru a zruší bezpečnostní protokoly, takže kdokoliv živý může být v holografickém prostředí zabit. Zatímco holografická Seska se jim snaží co nejvíce znepříjemnit život, kapitán s Harrym Kimem a B'Elannou se jim snaží pomoci. Nakonec zjistí, že jedinou pomocí je, že kapitán jen drobnými detaily pozmění parametry programu, jako je hasicí přístroj, nebo změna povahy holografického Chakotaye. Program nakonec skončí, když Tuvok přetíží phaser, který jako pokořený odevzdá Sesce a ten ji zabije.